# Matera (tỉnh)
Tỉnh Matera (Tiếng Ý: Provincia di Matera) là một tỉnh ở vùng Basilicata của Ý. Tỉnh lỵ là thành phố Matera.
Tỉnh này có diện tích 3.447 km², và tổng dân số là 204.328 người (năm 2005). Có 31 đô thị (tiếng Ý:comuni) ở trong tỉnh này  Lưu trữ ngày 7 tháng 8 năm 2007 tại Wayback Machine, xem Các đô thị củaTỉnh Matera. Các đô thị chính xếp theo dân số là:
| Đô thị            | Dân số |
| ----------------- | ------ |
| Matera            | 59.265 |
| Pisticci          | 17.834 |
| Policoro          | 15.447 |
| Bernalda          | 12.079 |
| Montescaglioso    | 10.108 |
| Ferrandina        | 9.293  |
| Montalbano Jonico | 7.848  |
| Scanzano Jonico   | 6.942  |
| Nova Siri         | 6.576  |
| Tricarico         | 6.080  |
| Grassano          | 5.630  |
| Irsina            | 5.540  |
| Tursi             | 5.362  |
| Stigliano         | 5.314  |
| Cirigliano        | 451    |